# Francis Tyler
Francis Tyler   (Lake Placid, 11 de desembre de 1904 - Lake Placid, 11 d'abril de 1956) fou un pilot de bob estatunidenc que va competir durant les dècades de 1930 i 1940.
El 1936 va prendre part en els Jocs Olímpics de Garmisch-Partenkirchen, on fou sisè en la prova de bobs a quatre. El 1948, un cop finalitzada la Segona Guerra Mundial, va prendre part en els Jocs Olímpics d'Hivern de Sankt Moritz, on guanyà la medalla d'or en la prova de bobs a quatre formant equip amb Patrick Martin, Edward Rimkus i William D'Amico.
Als Jocs de 1952 i 1956 va fer d'entrenador de l'equip estatunidenc. Morí d'un atac de cor poc després de la fi dels Jocs de 1956.